# Dodi (Fußballspieler)
Douglas Moreira Fagundes, genannt Dodi (* 17. April 1996 in São Paulo), ist ein brasilianischer Fußballspieler. Der Rechtsfuß spielt vorwiegend im rechten Mittelfeld.

## Karriere
Dodi erhielt seine fußballerische Ausbildung beim Criciúma EC. Hier schaffte er 2014 auch den Sprung in den Profikader. Am 23. November 2014 spielte er von Beginn an in der Série A gegen den CR Flamengo. Zwei weitere Einsätze folgten an den beiden letzten Spieltagen der Saison. Am Saisonende belegte sein Klub den 20. Tabellenplatz und musste absteigen. In der Folgesaison 2015 kam er in verschiedenen Wettbewerben zu 25 Einsätzen. Davon 16 Spiele in der Série B. Hier erzielte er am 9. Mai 2015 auch sein erstes Tor als Profi im Spiel gegen den Mogi Mirim EC. Am 7. April 2018 wurde seine Vertragsverlängerung bis Jahresende bekannt gegeben.
Kurz nach dieser Bekanntgabe unterzeichnete sein Klub ein Leihgeschäft mit Fluminense FC bis Ende des Jahres 2018. Nachdem der Vertrag mit Criciúma zum Jahresende 2018 ausgelaufen war, unterzeichnete Dodi bei Fluminense im Januar 2019 einen Kontrakt bis Dezember 2020. 2020 wollte der Klub mit dem Spieler den Vertrag um weitere vier Jahre verlängern. Einen Einigung zwischen beiden Parteien konnte nicht erzielt werden. Nachdem die Klubleitung erfuhr, dass Dodi trotz der Verhandlungen auch mit anderen Klubs verhandelte, wurde dieser sechs Spieltage vor Auslaufen seines Vertrages vom Spiel- und Trainingsbetrieb suspendiert. Die Vertragsverhandlungen entsprechend abgebrochen.
Im Januar 2021 zog es ihn nach Japan. Hier unterschrieb er einen Vertrag bei Kashiwa Reysol. Der Verein aus Kashiwa spielte in der ersten Liga, der J1 League. Nach 45 Ligaspielen kehrte er 2023 in seine Heimat zurück. Hier schloss er sich dem Erstligisten FC Santos an. Zum Start in die Saison 2024 wechselte Dodi erneut. Der Spieler ging nach Porto Alegre zum Grêmio FBPA. Im April des Jahres gewann er mit Grêmio die Staatsmeisterschaft von Rio Grande do Sul.

## Erfolge
Grêmio
- Staatsmeisterschaft von Rio Grande do Sul: 2024